# Spółdzielczy Dom Handlowy „Uniwersam” w Toruniu
Spółdzielczy Dom Handlowy „Uniwersam” w Toruniu – dawny dom handlowy Powszechnej Spółdzielni Spożywców „Społem” w Toruniu. Był to największy obiekt tego typu w mieście. Mieścił się przy ul. Juliana Nowickiego, ob. ul. Szosa Chełmińska.
Budowa domu towarowego rozpoczęła się ok. 1975 roku. Uniwersam został oddany do użytku 6 października 1980 roku. Był to największy dom handlowy w województwie toruńskim oraz pierwszy toruński dom towarowy zbudowany od podstaw. Oferował artykuły spożywcze, artykuły gospodarstwa domowego, towary drogeryjne, chemię gospodarczą. Powierzchnia Uniwersamu wynosiła 5 tys. m². Połowę zajmowała powierzchnia handlowa. W momencie otwarcia w domu handlowym pracowało ok. 200 osób.
31 stycznia 2012 roku zakład został zamknięty. Na jego miejscu planowano wybudować centrum handlowe Solaris Center (w następnych latach Galeria Toruńska) o powierzchni najmu ok. 35 tys. m². W centrum miało mieścić się 150–160 sklepów i parking na dachu na 1200 samochodów. Budynek zaprojektowali Zbigniew Pszczulny i Mariusz Rutz. Obiekt miała zbudować Irlandzka Grupa Inwestycyjna (IGI). Wartość inwestycji oszacowano na 300 milionów złotych. Do budowy przystąpiła również spółka Bresse Pol, posiadająca grunt z Uniwersamem o powierzchni 1,36 ha. Zgodnie z umową podpisaną w sierpniu 2009 roku dom towarowy miał zostać zburzony, a na jakiego miejscu miał powstać nowy budynek. Solaris Center miało zostać otwarte jeszcze w 2012 roku. Termin budowy był przez IGI przesuwany. Z czasem IGI obciążyła grunt hipoteką na 11 mln złotych.
W 2016 roku spółka handlowa Toruńskie Sukiennice planowała wybudować w sąsiedztwie Uniwersamu (na terenie parkingu i częściowo targowiska) własne centrum handlowe. Miało ono nazywać się Toruńskie Sukiennice. Do konkursu na projekt budynku zgłosiło się siedem zespołów. Wpłynęła tylko praca Zbigniewa Pszczulnego i Mariusza Rutza, podobna do projektu Solaris Center.
W 2017 roku wycofano zgodę na rozbiórkę budynku. W 2017 roku zapowiadano, że centrum handlowe powstanie do 2019 roku. Powierzchnia obiektu miała wynosić 25 tys. m². Według nowych planów w centrum handlowym miało mieścić się 100 sklepów i parking na 900 miejsc.
W 2012 roku spółka Bresse Pol poszła do sądu, w celu uwolnienia nieruchomości. W 2023 roku Sąd Okręgowy w Toruniu wydał decyzję o wykreśleniu hipoteki z ksiąg wieczystych nieruchomości będących przedmiotem sporu.